# Brandmuseum
Et brandmuseum er et museum, der udstiller brandbil, sprøjte, uniformer, brandhaner og andre genstande med relation til brandslukning. Nogle museer har brandbiler, som stadig er fuldt funktionsdygtige og kan fremvises for publikum. Brandmuseer findes i hele verden.

## Australien
- Old Perth Fire Station i Perth huser Fire Safety Education Centre and Museum grundlagt i 1985.[2]
- Fire Services Museum of Victoria, Melbourne.
- Penrith Museum of Fire, Sydney.[3]

## Canada
- Canadian Fire Fighters Museum, Port Hope, Ontario.[4]
- Fire Fighters Museum, Winnipeg, Manitoba[5]
- Regional Firefighters Interpretation Center, Nova Scotia.[6]
- Firefighters' Museum of Nova Scotia, Yarmouth, Nova Soctia.[7]

## Danmark
- Brandmuseet, København
- Brandmuseet, Nykøbing Falster
- Dansk Brandværnshistorisk Museum, Præstø
- Frederiksværk Brandværnsmuseum, Frederiksværk
- Gentofte Brandmuseum, Gentofte
- Jysk Brandmuseum, Kjellerup
- Nakskov Brandmuseum, Nakskov
- Odsherred Brandmuseum, Asnæs
- Sønderho Brandmuseum, Sønderho

## Estland
- Eesti Tuletõrjemuuseum i Tallinn blev etableret i 1974.[8]

## Irland
- Dublin Fire Brigade har et museum på O'Brien Institute[9]

## Japan
- Yotsuya brandstation i Shinjuku City har et stort museum på flere etager

## Kina
- Fire Services Museum, Macau åbnede i 1999.

## Polen
- Małopolska Museum of Fire Fighting, Alwernia
- Museum of Firefighting, Kotuń
- Museum of Firefighting, Krasnik
- Warmia and Mazury Museum of Firefighting, Lidzbark
- Pomeranian Land Fire Fighting Museum, Łasin
- Central Museum of Firefighting, Myslowice
- Museum of Firefighting of Olkusz Land, Olkusz
- Museum of Firefighting, Oseredek
- Museum of Firefighting, Przeworsk
- Museum of Fire Fighting, Przodkowo
- Wielkopolskie Museum of Firefighting, Rakoniewice
- Fire Fighting Museum, Szczuczyn
- Fire Fighting Museum of TSO, Świecie
- Fire Fighting Museum, Warsaw
- Fire Fighting Historical and Educational Centre of Lodz Region, Wolborz
- Museum of Fire, Żory

## Taiwan
- Fire Safety Museum of Taipei City Fire Department, Taipei
- Hsinchu City Fire Museum, Hsinchu City.

## Storbritannien
- Chartered Insurance Institute Museum, London
- London Fire Brigade Museum, Lambeth High Street i London
- Greater Manchester Fire Service Museum is in Rochdale and opened in 1983.[10]
- Manston Fire Museum, Defence Fire Training and Development Centre i Kent. Lukket i 2014 og samlingen blev flyttet til Museum of RAF Firefighting i Scampton.[11]
- Sheffield Fire and Police Museum åbnede i 1984 og hedder i dag National Emergency Services Museum.[12]
- Welsh Museum of Fire ligger i Neath.[13]
- Museum of Fire lå i Edinburgh.

## USA

### Arizona
- Hall of Flame Fire Museum

### Californien
- African American Firefighter Museum
- Los Angeles Fire Department Museum and Memorial

### Colorado
- Denver Firefighters Museum

### Connecticut
- Connecticut Fire Museum
- Fireboat Fire Fighter Museum, Mystic Seaport, Mystic, Connecticut
- Mystic Seaport Museum Firehouse, Mystic Seaport, Mystic, Connecticut

### Florida
Jacksonville Fire Museum

### Illinois
- Aurora Regional Fire Museum

### Iowa
- International Fire Museum, Iowa

### Maine
- Hose 5 Fire Museum
- Portland Fire Museum

### Maryland
- Fire Museum of Maryland

### Massachusetts
- Boston Fire Museum
- Falls Fire Barn Museum
- New Bedford Fire Museum;

### Michigan
- Michigan Firehouse Museum
- Upper Peninsula Fire Fighters Memorial Museum

### Minnesota
- Hinckley Fire Museum

### New Jersey
- Hoboken Fire Department Museum
- Somerville Fire Department Museum

### New York
- Buffalo Fire Historical Museum
- New York City Fire Museum

### Ohio
- Fire Museum of Greater Cincinnati

### Oklahoma
- Oklahoma State Firefighters Museum

### Oregon
- Uppertown Firefighter's Museum

### Pennsylvania
- Pennsylvania National Fire Museum
- Reading Area Fire-Fighters Museum

### South Carolina
- North Charleston Fire Museum

### Tennessee
- Fire Museum of Memphis

### Texas
- Austin Fire Museum
- Fire Museum of Texas
- Houston Fire Museum

### Puerto Rico
- Museo Parque de Bombas i Ponce, Puerto Rico, grundlagt i 1990, i en bygning fra 1882.